# Palpimanus wagneri
Palpimanus wagneri là một loài nhện trong họ Palpimanidae. Loài này được phát hiện ở Oezbekistan.